# Cardellina canadensis
La reinita canadiense, bijirita del Canadá o chipe de collar (Cardellina canadensis) antes clasificada como Wilsonia canadensis, es una especie de aves del orden de los Passeriformes y la familia de los parúlidos. Anida en Nortemérica e inverna principalmente en el norte de Suramérica.
Mide entre 12 y 13 cm de longitud. Hay un ligero dimorfismo sexual en los adultos. Los machos tienen la mayor parte de la cabeza y las partes dorsales son de color gris; la garganta y la mayor parte de las partes ventrales son amarillas. Tienen anillos oculares blancos, así como una pequeña mancha amarilla en la zona loreal superior, mientras que hay manchas negras en la zona loreal inferior y la zona auricular inferior; las plumas cobertoras inferiores de la cola son blancas; la parte frontal de la corona y la frente presenta pequeñas rayas negras. Es diagnóstica la presencia de un collar de rayas oscuras en el pecho.
Las hembras son similares a los machos, aunque no existe un contraste muy evidente en la zona loreal, no son evidentes las manchas de la frente, y el collar es menos conspicuo y más bien grisáceo.

## Hábitat y distribución
Habita bosques densos, húmedos y semihúmedos, a bajas o medianas altitudes. Se encuentra en bosques canadienses al este de las Rocosas y en áreas boscosas del noreste de los Estados Unidos. Construyen un nido en forma de taza sobre el suelo, en montículos de musgo Sphagnum, en tocones de árboles o restos de madera.
Migra al norte de Suramérica —Colombia, Ecuador, Perú, Brasil— , aunque también hay registros en América Central. En el sur de Estados Unidos, México, la mayor parte de Centroamérica y las Antillas es una especie transitoria. Hay dos registros de aves errantes en Europa (Islandia e Irlanda).
Se alimenta principalmente de insectos, sobre la vegetación, en el suelo, o en el vuelo. En invierno forman grupos cuando se alimentan.